# Blizna (Koło)
Blizna – historyczna część miasta Koła położona na północ od centrum, wzdłuż ulicy Blizna. Do 1924 odrębna miejscowość.

## Historia
Blizna to dawna wieś, która graniczyła od południa z Przedmieściem Warszawskim. W 1362 roku Jan Henryk z Warty wykupił wieś. 14 lutego 1563 roku prawo magdeburskie pozwoliło urządzać coroczny targ. 19 czerwca 1566 roku przywilej króla Zygmunta Augusta wytoczył granice wsi. W 1616 roku władze miejskie wydzierżawiły wieś na 3 lata mieszczanom kolskim. Miała powierzchnię ok. 2432 morgi. Corocznie płaciła czynsz miastu. Wieś liczyła ok. 166 mieszkańców (w XVI wieku). Parafia kolska w tej wsi posiadała ogrody i dwie łąki. W 1808 roku z pieniędzy z podatków wsi powołano szkołę elementarną w Kole.
Do 1924 należała do gminy Czołowo w powiecie kolskim, początkowo w guberni kaliskiej, a od 1919 w woj. łódzkim. 
1 stycznia 1925 Bliznę włączono do Koła. Po włączeniu Bliznej w granice administracyjne miasta zachowała ona swój wiejski charakter. Do dziś gospodarze posiadają swoje grunty orne – głównie na terenie wsi Chojny, a także prowadzą hodowlę bydła.
Na przełomie lat 70. i 80. XX wieku, na miejscu niewielkiej kaplicy, rozpoczęto budowę kościoła parafialnego Matki Bożej Częstochowskiej.